# TAKASHI UTSUNOMIYA ORIGINAL SINGLES 1992-2003
『TAKASHI UTSUNOMIYA ORIGINAL SINGLES 1992-2003』（タカシ・ウツノミヤ・オリジナル・シングルズ 1992-2003）は、2012年11月21日に発売された宇都宮隆のベスト・アルバム。

## 解説
- ベストアルバムとしては『TAKASHI UTSUNOMIYA THE BEST FILES』、『TAKASHI UTSUNOMIYA THE BEST 2000-2004』に続く3作目で、ソロデビュー20周年記念企画の一環として発売された。
- Epic Records時代、TRUE KiSS DiSC時代、Rojam Entertainment時代、YOSHIMOTO R and C時代とレーベルの垣根を越えたシングル・コレクションとなっており、T.UTU、BOYO-BOZO名義を含む、全てのシングルとカップリング曲がCD3枚に収録されている。しかし収録曲はアルバムタイトルが「1992-2003」と表記されているように1992年から2003年までが対象となっており、その後にLantisからリリースされた「Love chase  〜夢を越えて〜」、KING RECORDSからリリースされた「CROSS」、「One Of A Kind」、U_WAVE名義のシングル3作は収録されていない。
- ボーナストラックとしてオムニバスアルバム「Pop Meets Jazz」参加曲、「RENT ORIGINAL JAPANESE CAST RECORDING」参加曲も収録。
- 2012 remaster音源、Blu-spec CD仕様[1]。

## 収録曲
| #         | タイトル                             | 作詞       | 作曲      | 編曲              | アーティスト | 時間  |
| --------- | ------------------------------------ | ---------- | --------- | ----------------- | ------------ | ----- |
| 1.        | 「Trouble In Heaven」                | 小室みつ子 | 石井恭史  | 土橋安騎夫        | T.UTU        | 5:01  |
| 2.        | 「Midnight Calling You」             | 三浦徳子   | 石井恭史  | 武部聡志          | T.UTU        | 4:33  |
| 3.        | 「Dance Dance Dance」                | 三浦徳子   | 根本一文  | 西平彰            | T.UTU        | 4:42  |
| 4.        | 「Strange Guitar」                   | 西尾佐栄子 | 宇都宮隆  | 葛城哲哉          | T.UTU        | 4:20  |
| 5.        | 「Angel」                            | 小室みつ子 | 西村麻聡  | 西平彰            | T.UTU        | 4:45  |
| 6.        | 「ゼロよりも少ない始まり」           | 小室みつ子 | MIYABI    | 土橋安騎夫        | T.UTU        | 5:18  |
| 7.        | 「JUMP 〜Jumpin' Kids Symphony〜」   | 森雪之丞   | BOYO-BOZO | BOYO-BOZO 西平彰  | BOYO-BOZO    | 3:40  |
| 8.        | 「楽園へ飛び込め」                   | 森雪之丞   | BOYO-BOZO | BOYO-BOZO 西平彰  | BOYO-BOZO    | 5:00  |
| 9.        | 「Bang! Bang! Bang!」                | 森雪之丞   | BOYO-BOZO | BOYO-BOZO 西平彰  | BOYO-BOZO    | 5:30  |
| 10.       | 「カーニバルの騎士たち (alive mix)」 | 川村真澄   | BOYO-BOZO | BOYO-BOZO 西平彰  | BOYO-BOZO    | 5:43  |
| 11.       | 「少年」                             | 牧穂エミ   | 松本孝弘  | 松本孝弘 池田大介 | 宇都宮隆     | 3:40  |
| 12.       | 「KISS Will Kill me」                | 井上秋緒   | 浅倉大介  | 浅倉大介          | 宇都宮隆     | 4:28  |
| 合計時間: | 合計時間:                            | 合計時間:  | 合計時間: | 合計時間:         | 合計時間:    | 56:40 |

| #         | タイトル                             | 作詞                  | 作曲      | 編曲                          | 時間  |
| --------- | ------------------------------------ | --------------------- | --------- | ----------------------------- | ----- |
| 1.        | 「discovery (Original Mix)」         | 小室哲哉 前田たかひろ | 小室哲哉  | 小室哲哉 Mixed by Dave Ford   | 6:50  |
| 2.        | 「discovery (Voyager Remix)」        | 小室哲哉 前田たかひろ | 小室哲哉  | 小室哲哉 Remixed by Dave Ford | 6:53  |
| 3.        | 「if you wish...」                   | MARC                  | 小室哲哉  | 小室哲哉 Mixed by Dave Ford   | 5:59  |
| 4.        | 「if you wish... (Intensive Remix)」 | MARC                  | 小室哲哉  | 小室哲哉 Remixed by Dave Ford | 6:58  |
| 5.        | 「見えない灼熱」                     | 牧穂エミ              | 大槻啓之  | 大槻啓之                      | 4:55  |
| 6.        | 「Peace of mind」                    | 牧穂エミ              | 渡辺和紀  | 大槻啓之                      | 5:28  |
| 7.        | 「Howling」                          | 牧穂エミ              | NOBODY    | NOBODY                        | 3:55  |
| 8.        | 「Changing the times」               | 牧穂エミ              | GARDEN    | GARDEN ホッピー神山           | 3:58  |
| 9.        | 「FLUSH」                            | 渡邉美佳、藤井美穂    | MASAKI    | MASAKI                        | 4:38  |
| 10.       | 「Be Truth」                         | 渡邉美佳              | MASAKI    | MASAKI                        | 5:05  |
| 11.       | 「FLUSH (fresh mix)」                |                       | MASAKI    | MASAKI                        | 4:36  |
| 合計時間: | 合計時間:                            | 合計時間:             | 合計時間: | 合計時間:                     | 59:15 |

| #         | タイトル                                       | 作詞                              | 作曲            | 編曲                | 時間  |
| --------- | ---------------------------------------------- | --------------------------------- | --------------- | ------------------- | ----- |
| 1.        | 「RUNNING to HORIZON」                         | 小室みつ子                        | 小室哲哉        | 久保こーじ 中堅工房 | 4:18  |
| 2.        | 「HUNDRED NIGHTS, HUNDRED STORIES」            | 小室みつ子                        | 木根尚登        | 久保こーじ 中堅工房 | 4:47  |
| 3.        | 「LOVE-ICE」                                   | 前田たかひろ                      | 石井妥師        | 西平彰              | 5:42  |
| 4.        | 「rhythm of love」                             | MARC                              | 浅倉大介        | 浅倉大介            | 5:18  |
| 5.        | 「blue reincarnation」                         | 石井妥師                          | 石井妥師        | 西平彰 石井妥師     | 4:23  |
| 6.        | 「The Theory」                                 | 石井妥師                          | 石井妥師        | 西平彰 石井妥師     | 5:42  |
| 7.        | 「Remedy」                                     | 渡辺なつみ                        | 河越重義        | 河越重義            | 5:51  |
| 8.        | 「SING A SONG, miss clear light」              | 石井妥師                          | BOYO-BOZO       | 石井妥師 斉藤光浩   | 4:40  |
| 9.        | 「道 〜walk with you〜」                       | 米倉利徳                          | 米倉利徳        | 吉田建              | 4:43  |
| 10.       | 「マリア」                                     | 川村サイコ                        | 石井妥師        | 吉田建              | 4:16  |
| 11.       | 「Seasons of Love」(Bonus Track)               | Jonathan Larson 日本語詞:松田直行 | Jonathan Larson | -                   | 4:47  |
| 12.       | 「Self Control (方舟に曳かれて)」(Bonus Track) | 小室みつ子                        | 小室哲哉        | 小室哲哉            | 5:16  |
| 合計時間: | 合計時間:                                      | 合計時間:                         | 合計時間:       | 合計時間:           | 59:43 |

## 楽曲解説

### DISC 1
1. Trouble In Heaven
1stシングル。シングルバージョンはアルバム初収録。
2. Midnight Calling You
1stシングル「Trouble In Heaven」のカップリング曲。アルバム初収録。
3. Dance Dance Dance
2ndシングル。ジャッキー・チェン主演の香港映画『シティーハンター』テーマソング。
4. Strange Guitar
2nシングル「Dance Dance Dance」のカップリング曲。シングルバージョンはアルバム初収録。
5. Angel
3rdシングル。
6. ゼロよりも少ない始まり
3rdシングル両A面曲。
7. JUMP 〜Jumpin' Kids Symphony〜
BOYO-BOZOの1stシングル。
8. 楽園へ飛び込め
BOYO-BOZOの1stシングル「JUMP 〜Jumpin' Kids Symphony〜」のカップリング曲。アルバム初収録。
9. Bang! Bang! Bang!
BOYO-BOZOの2ndシングル。グリコアーモンドチョコレートCMソング。
10. カーニバルの騎士たち (alive mix)
BOYO-BOZOの2ndシングル「Bang! Bang! Bang!」のカップリング曲。原曲はT.UTUの2ndアルバム『Water Dance』に収録。このバージョンはアルバム初収録。
11. 少年
4thシングル。テレビ朝日「OH!エルくらぶ」エンディングテーマ。
12. KiSS Will Kill me 
4thシングル「少年」のカップリング曲。

### DISC 2
1. discovery (Original Mix)
5thシングル。プレイステーション「gaball screen」テーマ曲。
2. discovery (Voyager Remix)
5thシングル『discovery』のカップリングに収録の別バージョン。このバージョンはアルバム初収録。
3. if you wish...
6thシングル。アニメ映画「エルマーの冒険」エンディングテーマ。
4. if you wish... (Intensive Remix)
6thシングル『if you wish...』のカップリングに収録の別バージョン。このバージョンはアルバム初収録。
5. 見えない灼熱
7thシングル。
6. Peace of mind 
7thシングル『見えない灼熱』のカップリング曲。
7. Howling
8thシングル。
8. Changing the times
8thシングル『Howling』のカップリング曲。アルバム初収録。
9. FLUSH
9thシングル。アニメ『モンスターファーム〜伝説への道〜』主題歌。
10. Be Truth
9thシングル『FLUSH』のカップリング曲。
11. FLUSH (fresh mix)
9thシングル『FLUSH』のカップリング曲に収録の別バージョン。このバージョンはアルバム初収録。

### DISC 3
1. RUNNING to HORIZON
10thシングル。小室哲哉のソロデビューシングルのカバー。
2. HUNDRED NIGHTS, HUNDRED STORIES
10thシングル「RUNNING TO HORIZON」のカップリング曲。
3. LOVE-ICE
11thシングル。
4. rhythm of love
11thシングル「LOVE-ICE」のカップリング曲。シングルバージョンはアルバム初収録。
5. blue reincarnation
12thシングル。テレビ東京「東京女事務所」エンディングテーマ。
6. The Theory
12thシングル『blue reincarnation』のカップリング曲。アルバム初収録。
7. Remedy
13thシングル。本作に収録されているのは、7thアルバム『TEN to TEN』に収録されているバージョン。
8. SING A SONG, miss clear light
13thシングル『Remedy』のカップリング曲。本作に収録されているものは、シングル版よりもイントロが少し長くなっている。
9. 道 〜walk with you〜
14thシングル。本作に収録されているものは、シングル版よりもフェードアウトが早い。
10. マリア
14thシングル「道 〜walk with you〜」のカップリング曲。
11. Seasons of Love (Bonus Track)
自身が出演した日本版「RENT」のサウンドトラック楽曲。
12. Self Control (方舟に曳かれて) (Bonus Track) 
TM NETWORKの9thシングルのセルフカバー。

## クレジット
- ALL PERFORMED BY TAKASHI UTSUNOMIYA

- RE-MASTERING ENGINEER : HIDEKAZU SAKAI (Sony Music Studios Tokyo)
- ART DIRECTION & DESIGN : NOBUAKI TAKAHASHI (bahaty)
- ARTIST MANAGEMENT : MASAKI TATSUOKA (M-TRES)、RYO KOBAYASHI (M-TRES)
- PRODUCTS MANAGEMENT : YOSHIAKI FUKUDA (Sony Music Direct (Japan) Inc.)
- SPECIAL THANKS TO : YOSHIMOTO R and C Co., Ltd.、EPIC Records Japan Inc.、M-TRES INC.